# Tập đoàn Essar

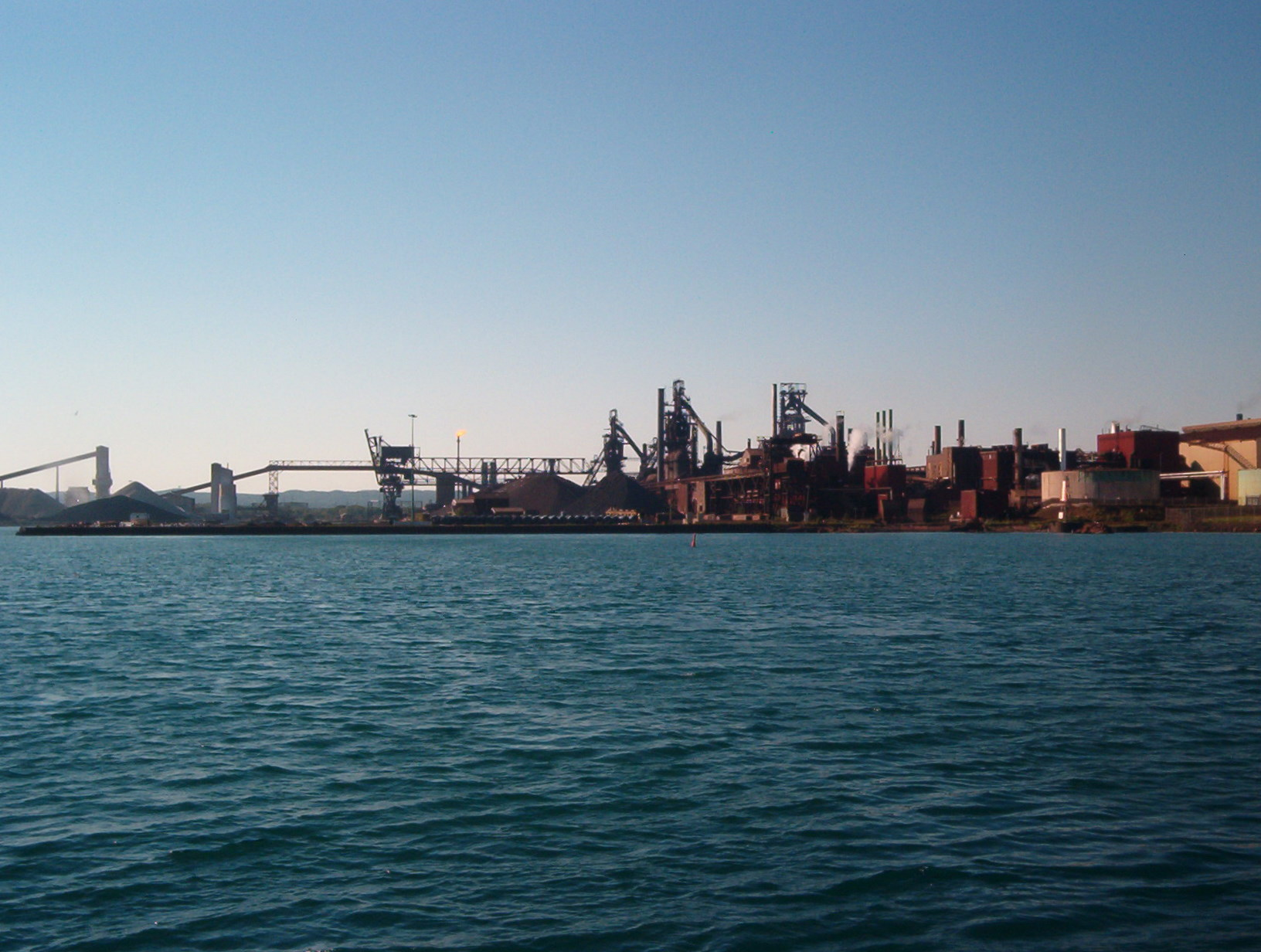
Nhà máy Algoma ở Canada.

Tập đoàn Essar là một tập đoàn công ty đa ngành nghề của Ấn Độ, đó là lĩnh vực viễn thông, hàng hải, thép, năng lượng, dầu khí. Tập đoàn có giá trị thị trường ước tính khoảng 15 tỷ đô la Mỹ và lợi nhuận hàng năm khoảng 2.2 tỷ đô la Mỹ. Tên trụ sở chính của Essar là Hutch Essar và Algoma Steel.
Đứng đầu tập đoàn hiện là ông chủ tịch hội đồng quản trị Shashi Ruia và ông phó là Ravi Ruia.